# Halalaimus monstrocaudatus
Halalaimus monstrocaudatus är en rundmaskart som beskrevs av Vitiello 1970. Halalaimus monstrocaudatus ingår i släktet Halalaimus och familjen Oxystominidae. Inga underarter finns listade i Catalogue of Life.